# Nicola Vaccai
Nicola Vaccai (ou Vaccaj), né à Tolentino le 15 mars 1790 et mort à Pesaro le 5 août 1848, est un musicien italien surtout connu comme professeur de chant. Il est l'ultime représentant de l'École napolitaine de musique. Il a composé également des opéras (17), des œuvres pour l'église, des cantates, des duos, des airs, des romances et 4 ballets.
Attaché à perfectionner l'enseignement du bel canto dans tous ses aspects et dans toute la complexité qu'il avait pris au début du XIXe siècle, il enseigna à Venise, Trieste, Parme, Paris et Milan.
Après trois ans passés à Paris, il publia à Londres, en 1833, Il Metodo pratico di canto italiano per camera : « Méthode pratique de chant italien pour la chambre » (par opposition à la scène), comportant quinze leçons explorant systématiquement les difficultés du « chant orné » italien. Les leçons comportent de courtes pièces permettant à l'élève de travailler systématiquement chacune de ces difficultés. Il existe de multiples transpositions de ces pièces s'adaptant à la tessiture de chaque élève. On trouve ainsi des versions « pour soprano ou ténor », pour « mezzo soprano ou baryton », « pour basse », etc.
Sa « Méthode » demeure encore utilisée par les apprentis chanteurs. Elle comporte, parmi d'autres éléments remarquables, une mélodie (Manca sollecita) qui a acquis quelque notoriété auprès des élèves et des professeurs des classes de chant des conservatoires, ainsi que dans les cours de chant privés.

## Enregistrements
Giulietta e Romeo, Leonor Bonilla (Giulietta), Raffaella Lupinacci (Romeo), Orchestra Accademia Teatro alla Scala, Coro del Teatro Municipal di Piacenza, dir Sesto Quatrini, mise en scène Cecilia Ligorio, 2 DVD Dynamic 2019